# Base Mérimée
Base Mérimée er den franske database for monumenter listet som havende national betydning inden for historie, arkitektur eller kunst. Den blev oprettet i 1978 og gjort tilgængelig online i 1995 af afdelingen for arkitektonisk arv i det franske kulturministerium. Databasen opdateres periodisk. Den indeholder information udledt fra den første gennemgang af historiske monumenter lavet af Mérimée i 1840 samt opgørelse over kulturarv, især arkitektur af religiøs, indenlandsk, landbrugsrelateret, uddannelsesmæssig, militær og industriel betydning.
Navnet henviser til forfatteren Prosper Mérimée, som også var den første inspektørgeneral af historiske monumenter.